# مركز أوديسا التاريخي
المركز التاريخي لأوديسا (بالأوكرانية: Історичний центр Одеси)، أو مركز مدينة أوديسا التاريخي، أو مركز أوديسا هو مركز مدينة وموقع للتراث العالمي في أوديسا، أوكرانيا. أُدرج في 2023 ضمن قائمة مواقع التراث العالمي المعرضة للخطر نتيجة الغزو الروسي لأوكرانيا.

## اختياره كموقع تراث عالمي
كان الموقع على قائمة اليونسكو المؤقتة منذ 6 يناير 2009. بعدما رشحته وزارة الثقافة والسياحة الأوكرانية، وخُصصن له المعايير الأولى والثانية والثالثة والرابعة والخامسة بموجب إجراء طارئ في يناير 2023، حيث أضافته اليونسكو إلى كل من قائمة التراث العالمي وقائمة مواقع التراث العالمي المعرضة للخطر.

## وصفه
يقع المركز على فجوة ضحلة من ساحل البحر على بعد حوالي 30 كم شمال مصب دنيستر. تأسست المدينة في 1794 بقرار استراتيجي أصدرته كاترين العظيمة لبناء ميناء ذو مياه دافئة بعد انتهاء الحرب الروسية التركية 1787-1792. في البداية، خطط مهندس عسكري للمدينة الجديدة، التي بنيت على موقع حصن تركي، ثم توسعت أكثر خلال القرن التاسع عشر. تدين أوديسا بطابعها وتطورها السريع خلال القرن التاسع عشر إلى نجاح مينائها والسياسات المواتية لحكامها ومكانتها كمدينة ساحلية حرة من 1819 إلى 1859. جذبت التجارة العديد من الأشخاص المتنوعين الذين شكلوا مجتمعات متعددة الأعراق والثقافات، مما جعل أوديسا مدينة عالمية. أثرت وتيرة تطورها والثروة التي ولّدتها وتعدد الثقافات في شكلها المعماري وتنوع الأساليب التي لا تزال قائمة في المشهد الحضري. كما تسببت في توترات أدت، بداية من 1821، إلى سلسلة من الأحداث العنيفة. يتألف المركز التاريخي لأوديسا من نظام شبكي من الشوارع الفسيحة التي تصطف على جانبيها الأشجار مقسمة إياها إلى كتلتين مستطيلتين، يتوافق اتجاههما مع اتجاه وديان عميقين يقطعان هضبة أوديسا المرتفعة المتعامدة مع البحر. تتميز المدينة بالمباني منخفضة الارتفاع نسبياً. صممه مهندسون معماريون ومدنيون مشهورون، كثير منهم جاء من إيطاليا في السنوات الأولى، وتمثل مسارح أوديسا ومبانيها الدينية والمدارس والقصور الخاصة ومنازل المساكن والنوادي والفنادق والبنوك ومراكز التسوق والمستودعات والبورصات والمحطات والمباني العامة والإدارية الأخرى كل من التنوع الانتقائي في الأساليب المعمارية، كما تعكس جميع الأنشطة الرئيسية للمدينة التجارية. يعد شارع بريمورسكي، الممتد على طول حافة الهضبة، وسلالم بريمورسكي (سلالم بوتيمكين [الإنجليزية]) المتجهة نحو الشاطئ، ومجموعة مسارح أوديسا للأوبرا والباليه والقصر الملكي من المعالم الرئيسية للمدينة. وعلى الرغم أن التخطيط الحضري والفخامة المعمارية الممثلة في أوديسا متواجدة أيضاً في مدن أخرى في الإمبراطوريتين الروسية والنمساوية المجرية السابقة، فقد حافظت أوديسا على مساحات كبيرة من نسيجها التاريخي الذي يعكس تطورها السريع والمزدهر خلال القرن التاسع عشر وكان سكانها أكثر تنوعاً بكثير مما كان عليه سكان العديد من المدن الأخرى. وهكذا، يمكن اعتبار أوديسا، من خلال تخطيطها الحضري وتراثها المبني، انعكاساً للعديد من الثقافات والقيم والعادات والمجتمعات والطوائف، وبمثابة شهادة على التقاليد متعددة الثقافات والأعراق لمدن أوروبا الشرقية في القرن التاسع عشر.

## المواقع

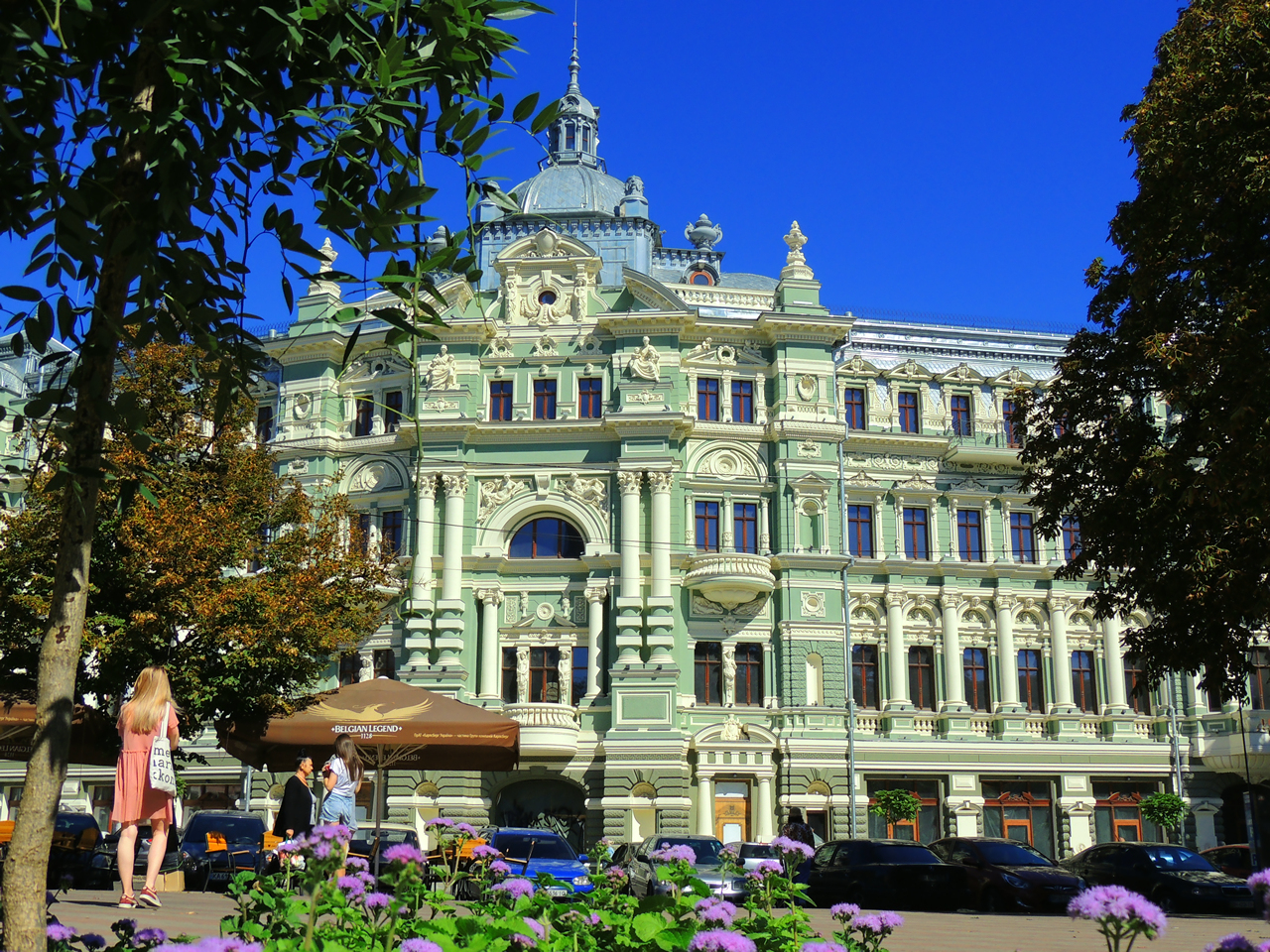
منزل روسوف
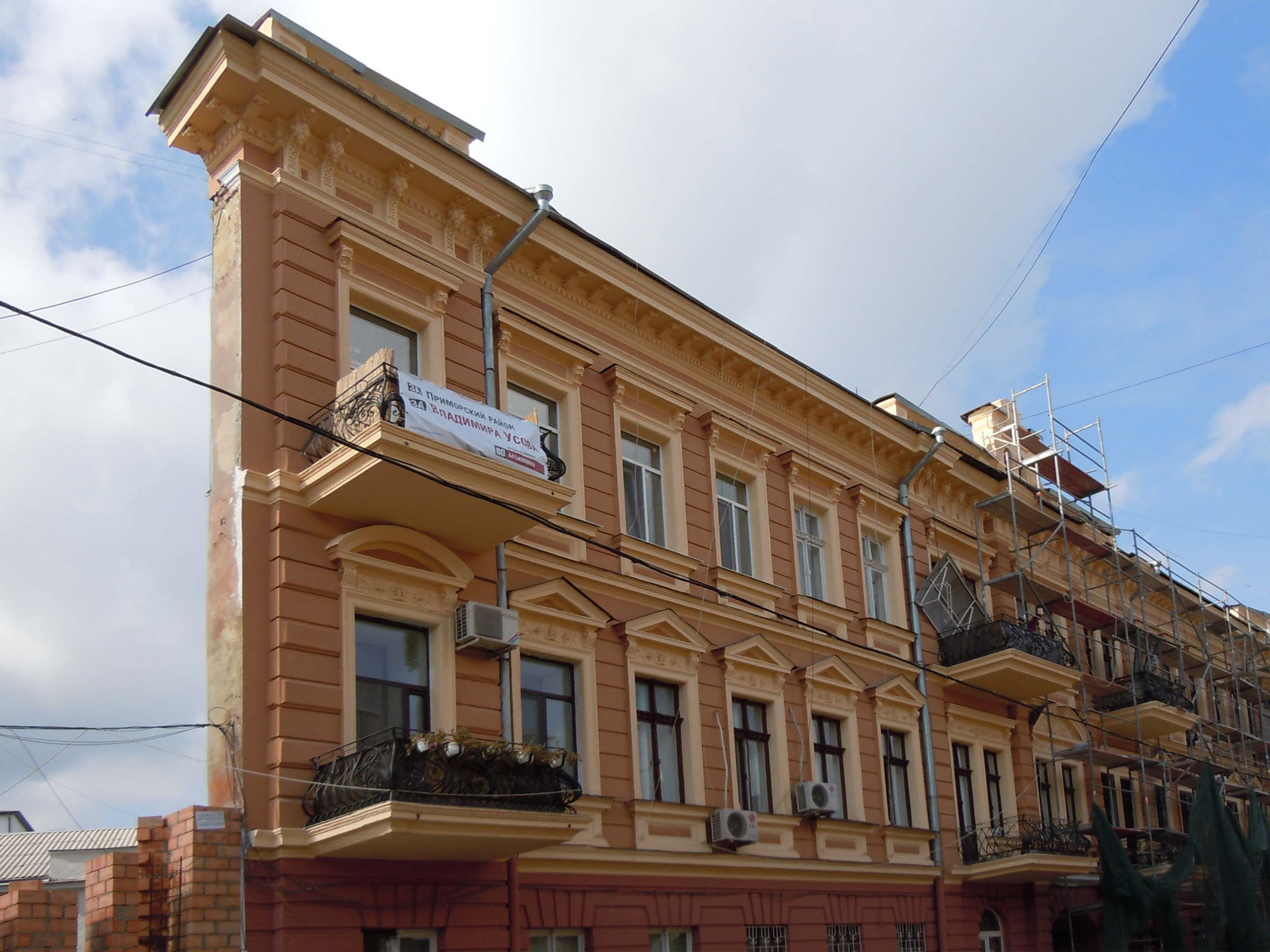
منزل الجدار
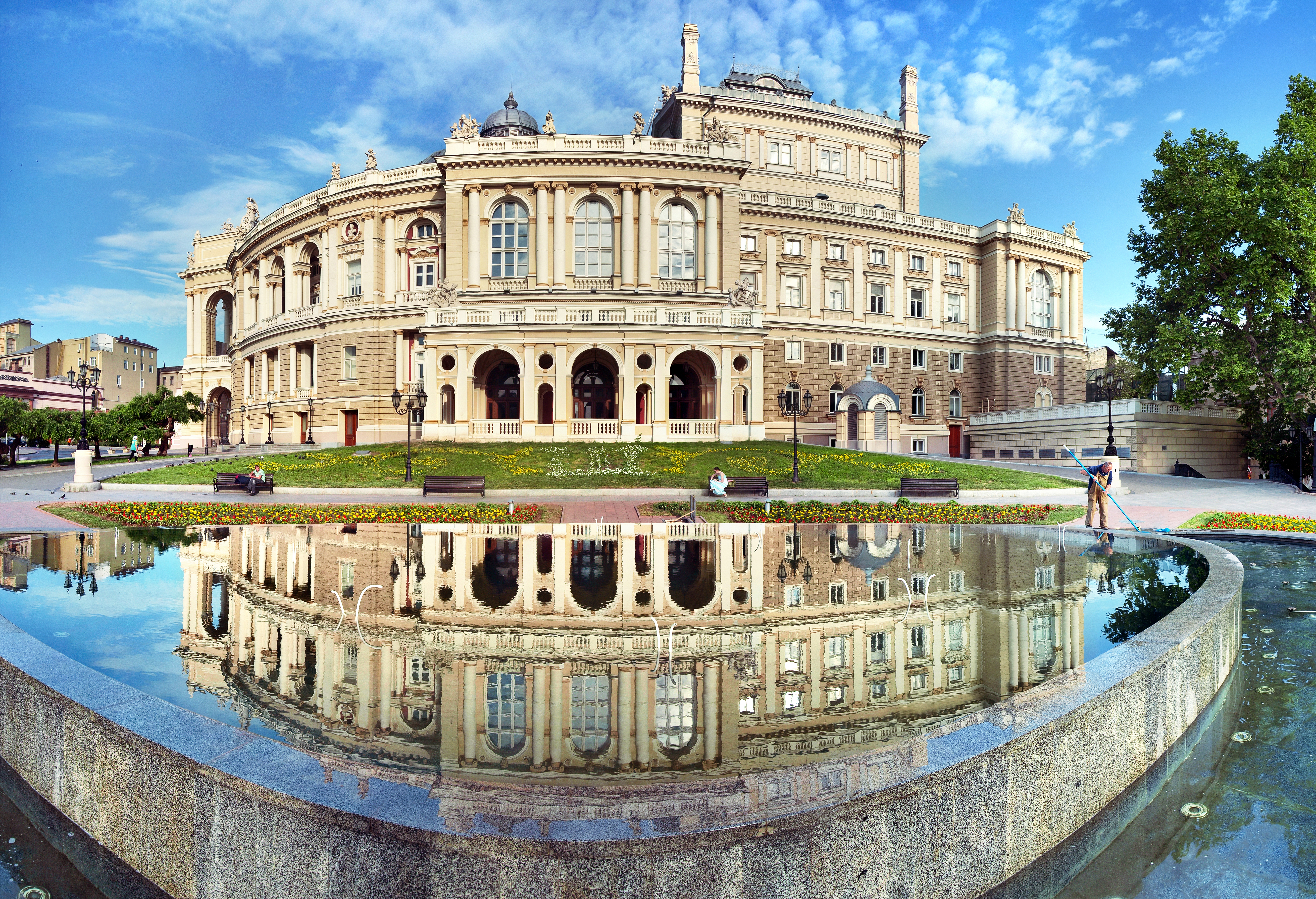
بيت الأوبرا
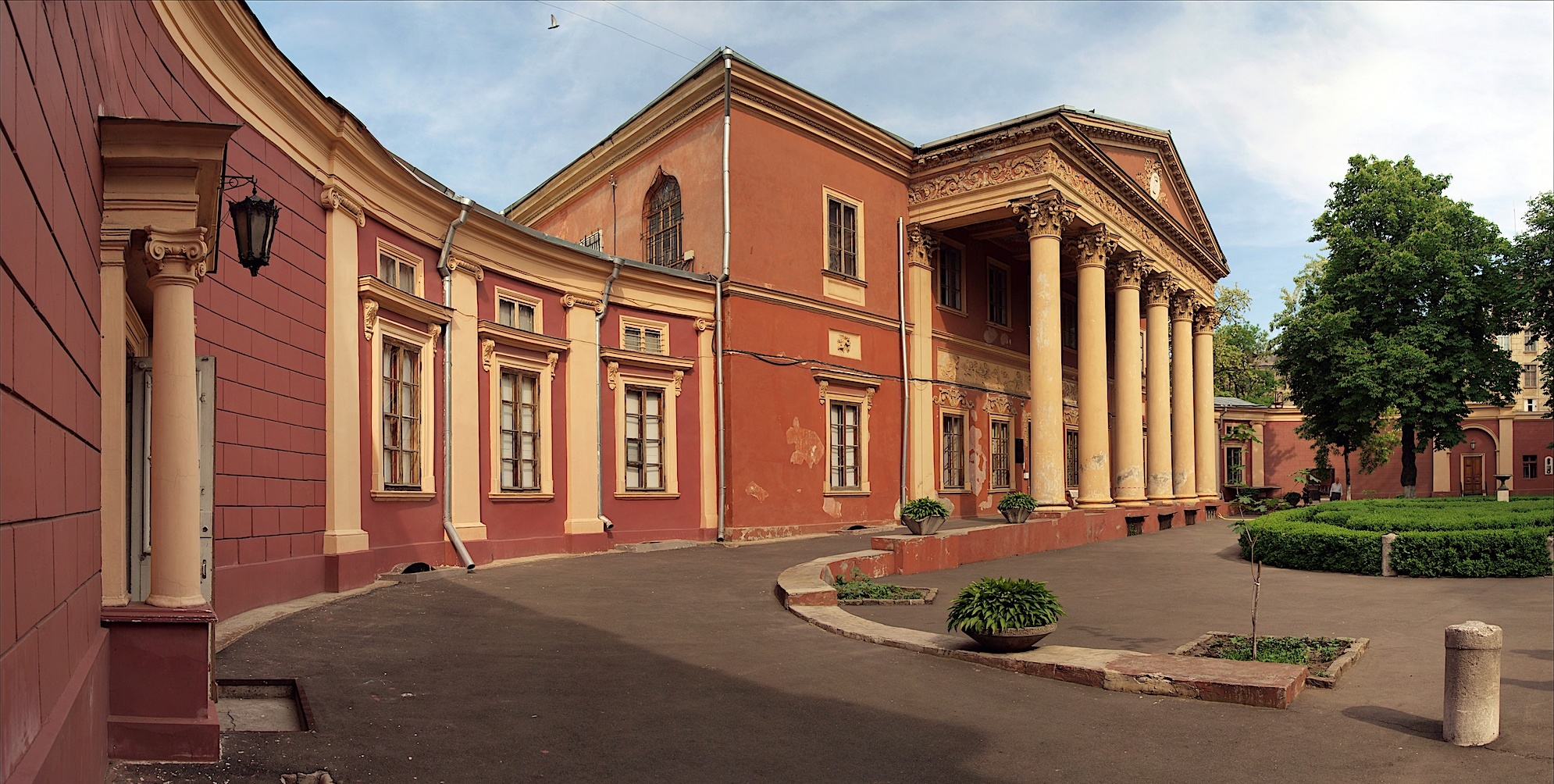
قصر بوتوسكي
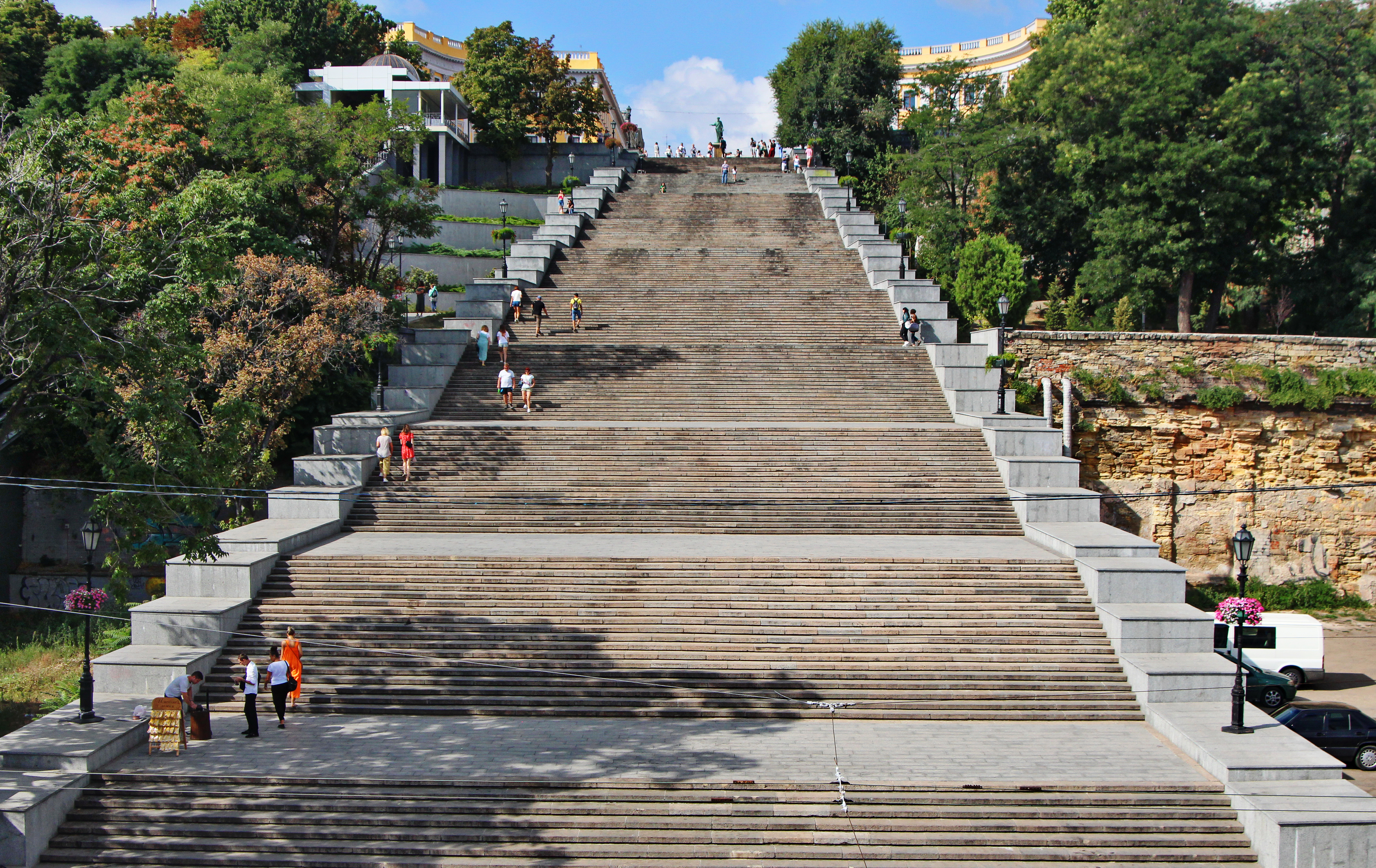
سلالم بوتيمكين
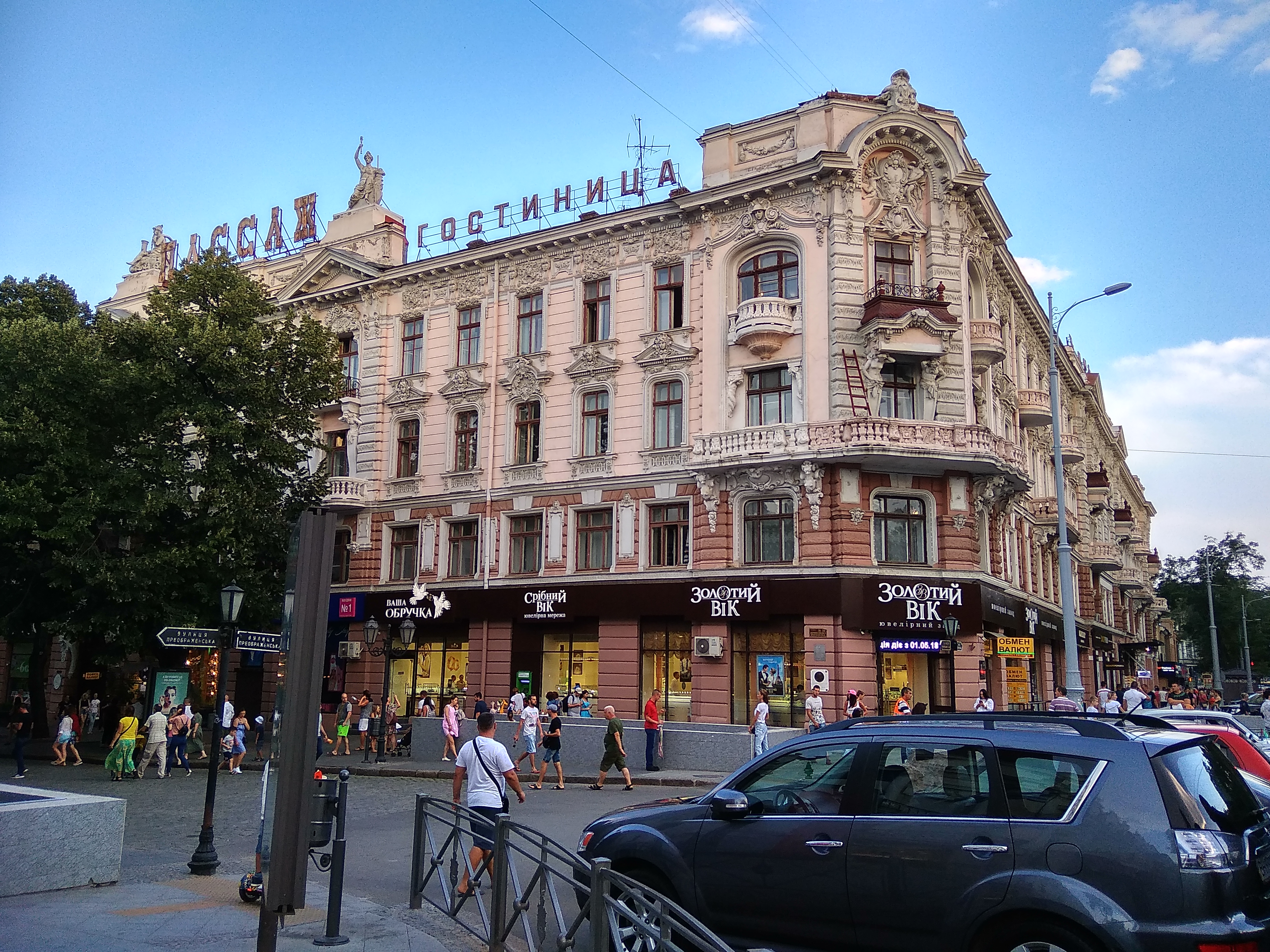
فندق باسيج
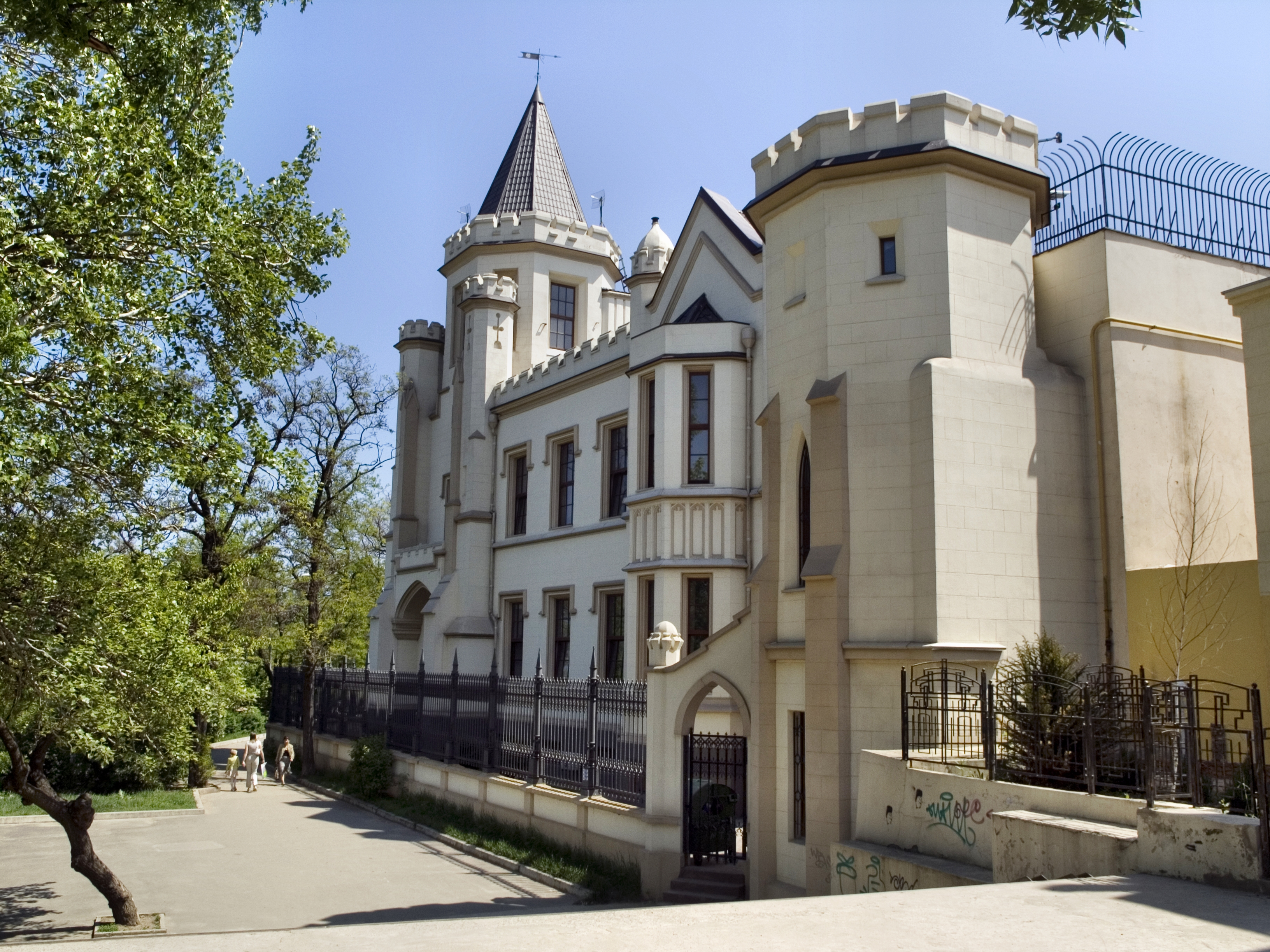
قصر بزوزوفسكي
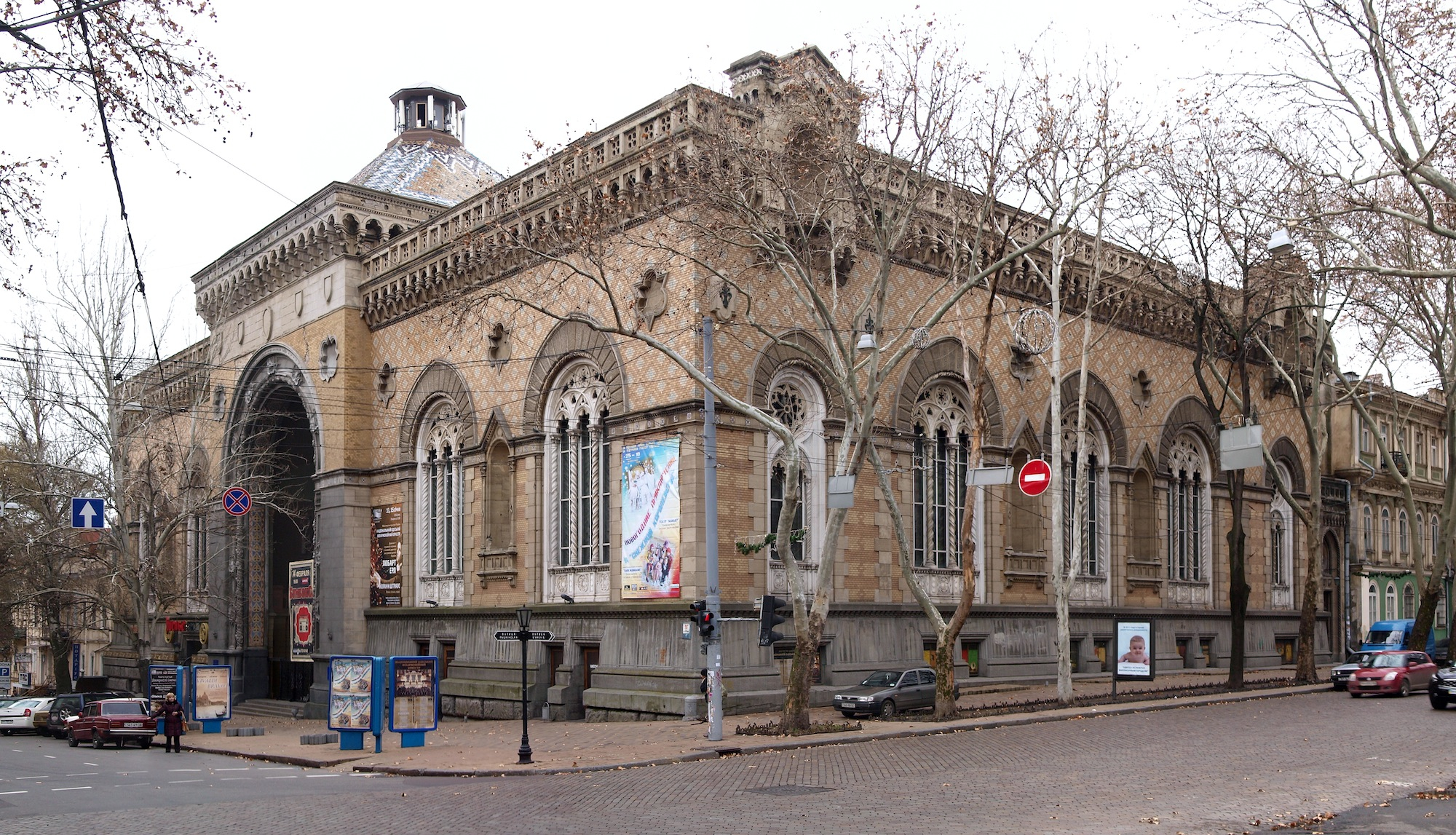
فيلهارمونيك، بورصة سابقة
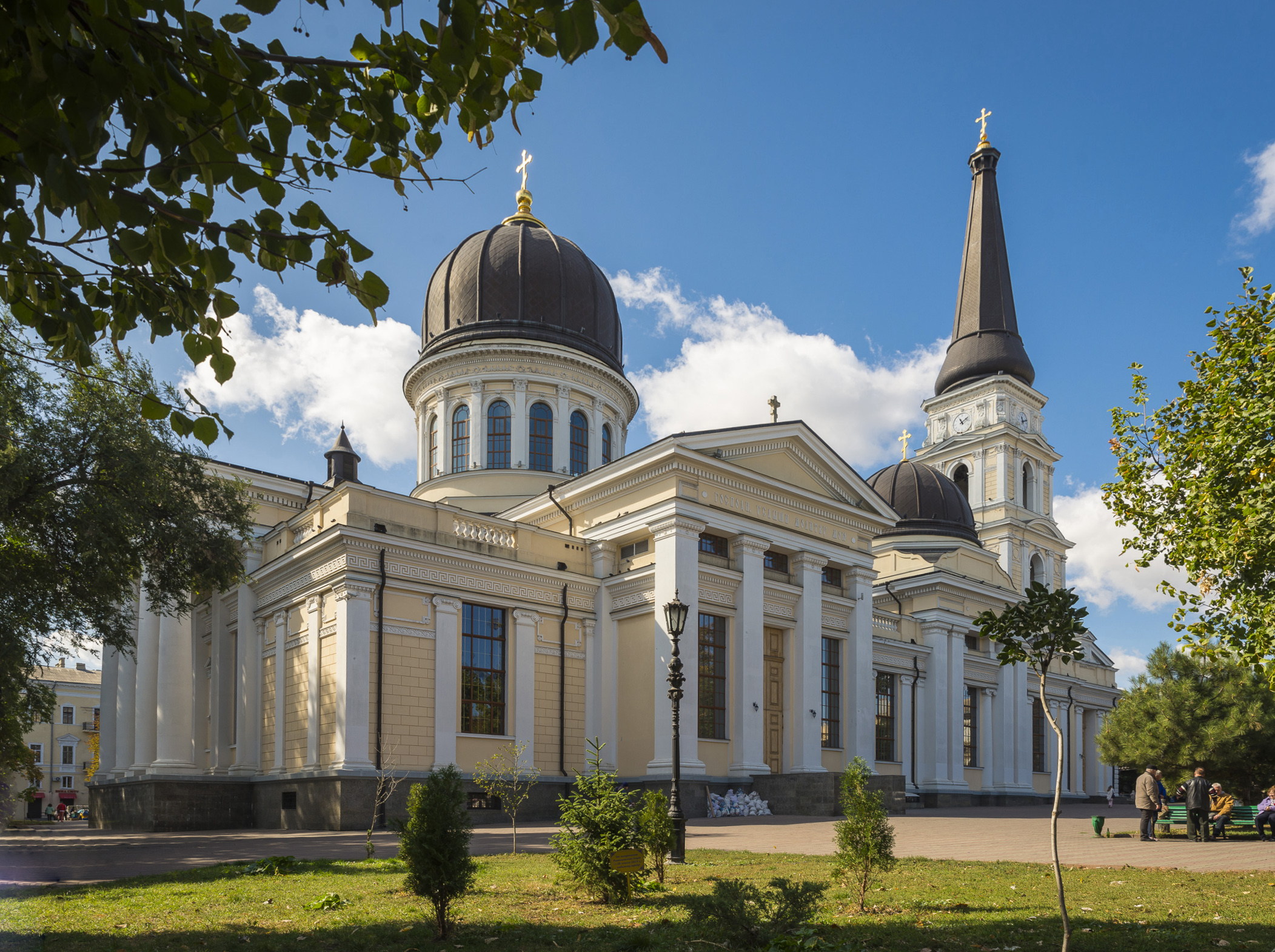
كاتدرائية التجلي، أكبر كاتدرائية أرثوذكسية في أوديسا